# Paddy Barry
Paddy Barry est un footballeur international irlandais.

## Biographie
On ne sait quasiment rien de l'homme, ses dates de naissance et de décès sont inconnues. Il joue lors des saisons 1928-1929 et 1929-1930 dans le club de Cork Fordsons Football Club avec lequel il termine septième puis quatrième du championnat d'Irlande. Son grand titre est d'avoir remporté avec Fordsons la coupe d'Irlande 1926. Barry marque deux des trois buts de la finale contre les Shamrock Rovers.
On connait mieux ses deux sélections en équipe nationale. Paddy Barry est appelé pour la première fois en équipe de État Libre d'Irlande en 1928. Il dispute son premier match international à Liège en Belgique le 12 février 1928 contre l'équipe de Belgique. L'Irlande remporte le match sur le score de quatre buts à deux. Les buts irlandais sont l'œuvre de Jimmy White à deux reprises, Billy Lacey et Jack Sullivan.
Paddy Barry est rappelé une deuxième fois pour un autre match amical contre la Belgique. Cette fois-ci le match a lieu à Dublin dans le stade de Dalymount Park. L'équipe d'Irlande l'emporte une deuxième fois, cette fois-ci sur le score de quatre buts à zéro. John Joe Flood marque trois buts et David Byrne marque le quatrième but.

## Palmarès
Avec Fordsons FC
- Coupe d'Irlande
  - Vainqueur en 1925-1926